# ChuChu Rocket!
ChuChu Rocket! (яп. チューチューロケット! Тю:тю: Рокэтто!) — компьютерная игра в жанре головоломка. Разработана Sonic Team и выпущена компанией Sega в 1999 году в Японии и в 2000 году в США и Европе на платформу Dreamcast. Игра также распространялась бесплатно вместе с Dreamcast в качестве демонстрации онлайн-возможностей; европейские владельцы консоли могли получить ChuChu Rocket! подключившись к сервису Dreamarena. В 2001 году была портирована на карманную консоль Game Boy Advance; 19 октября 2010 года игра вышла на мобильных операционных системах iOS, а 23 ноября 2011 года — на Android.
ChuChu Rocket! является первой игрой Sega, поддерживающей интернет-соединение.

## Сюжет
Давным-давно на далёкой планете жили тысячи космических мышей ЧуЧу (англ. ChuChu). Они жили долго и счастливо, пока в один прекрасный день на их космический порт не проникли КапуКапу (англ. KapuKapu) — космические кошки, проголодавшиеся и собирающиеся съесть ЧуЧу. Чтобы выжить, мыши должны убежать от котов и спастись, улетев на ракетах.

## Игровой процесс
В ChuChu Rocket! цель игрока состоит в том, чтобы провести одну или несколько мышей ЧуЧу через поле-уровень в определённые точки, на которых расположены ракеты. При этом необходимо избегать кошек КапуКапу, которые тоже передвигаются по уровню. Мыши всегда движутся только по прямой линии, при ударе о препятствие (стены) они всегда поворачивают направо; если же оказываются в тупике, разворачиваются и бегут назад. Кошки передвигаются аналогично, но чуть медленнее. Если КапуКапу столкнётся с ЧуЧу, он съест их, а если дотронется до ракеты, то уничтожит её, и одна треть от общего количества мышей пропадёт.
Управлять направлением движения ЧуЧу и КапуКапу игроки могут с помощью установки на уровне четырёх направляющих стрелок (у каждого игрока свой цвет стрелок: синий, жёлтый, красный или зелёный). Стрелки не могут быть размещены на стрелках других игроков или поверх собственных стрелок. Мыши и кошки наступая на стрелку последуют в том направлении в которое она указывает. ЧуЧу могут наступать на стрелку неограниченное количество раз, однако КапуКапу могут пройтись по одной стрелке только два раза, после чего она исчезнет. Стрелки также исчезают с течением времени, предварительно помигав.
Как мыши, так и кошки исчезнут при падении в яму, но снова появятся на соответствующих люках (на синих — ЧуЧу, на красных — КапуКапу). При этом на уровне может присутствовать лишь определённое количество мышей и кошек, например, хотя бы один КапуКапу всегда должен находиться на этапе.
Периодически на уровне будут появляться специальные цветные ЧуЧу. Золотые мыши добавят 50 ЧуЧу к ракете игрока, в то время как появление розовых и красных мышей вызывает различные результаты. Это может быть увеличение или уменьшение скорости, исчезновение на некоторое время КапуКапу и увеличение количества ЧуЧу, возможность расставить стрелки по-другому, перемещение в случайном порядке ракет игроков и прочее.

### Режимы
- 4-Player Battle: цель этого многопользовательского режима, поддерживающем до четырёх игроков — сохранить как можно больше ЧуЧу, направляя их в ракеты в определённый временной срок. Игрок с самым большим счётом, равном числу спасённых ЧуЧу, выиграет этап.
- Team Battle: в этом многопользовательском режиме игроки делятся на две команды (синий и красный против жёлтого и зелёного). Команда, которая собрала больше ЧуЧу за время, побеждает.
- Stage Challenge: игрок должен выполнить определённую задачу на время. Ему может помочь второй игрок. Задачи различны: провести всех ЧуЧу в ракету; сделать так, чтобы КапуКапу съели всех ЧуЧу; провести в ракету 100 ЧуЧу, или направить КапуКапу на ракету оппонента. В этом режиме отсутствуют специальные ЧуЧу.
- Puzzle: в этом режиме игрок должен провести всех ЧуЧу к ракетам, стараясь избегать КапуКапу и ям, а также следить за тем, чтобы КапуКапу не коснулись ракеты. При этом игроку даётся определённое число стрелок, которые он должен расставить до начала уровня. Есть три уровня сложности: обычный, специальный и маниакальный; каждый уровень открывается после завершения предыдущего.
- Puzzle Edit: данный режим позволяет игроку создавать свои собственные головоломки. После создания он может сохранить и загрузить их в сеть, где любой другой игрок может скачать её и поиграть.
- В дополнение, при помощи онлайн, игрок может играть с другими игроками (максимум с четырьмя), общаться с ними с помощью клавиатуры (виртуальной или настоящей), скачивать и загружать игры, перейти на главную страницу ChuChu Rocket!, и увидеть различную информацию, такую как рекорды в Stage Challenge.

После прохождения некоторых режимов будут разблокированы персонажи Чао из серии игр Sonic the Hedgehog и Найтопианцы из игры Nights into Dreams…, но существует возможность загрузить и других персонажей.

## Версии
Порт ChuChu Rocket! на Game Boy Advance вышел 21 марта 2001 года в Японии, 10 июня 2001 года в США и 7 декабря 2001 года в Европе. В него вошли 100 уровней из оригинального релиза, а также 2500 пользовательских уровней из онлайн-службы. С помощью редактора уровней в этой версии можно создавать уровни для четырёх режимов. Были добавлены многочисленные новые возможности и эффекты.
Неофициальный порт на Atari ST был выпущен Reservoir Gods в 2001 году как бесплатное программное обеспечение. Вся оригинальная музыка из версии для Dreamcast была переделана с помощью SID Sound Designer. Существуют две версии — одна для STe/Atari TT030/Atari Falcon требующих 2 мегабайта или больше памяти и версия ChuChuLite для компьютеров Atari ST с 1 мегабайтом.
О выходе версии ChuChu Rocket! для Apple iOS было объявлено 10 сентября 2010 года. Она была выпущена 19 октября 2010 года в США. В игре был представлен мультиплеерный Wi-Fi-режим, однако усовершенствования из GBA-версии отсутствовали.
23 ноября 2011 года в США стала доступна версия игры на платформе Android.
Hairy Games выпустила игру под названием Puppet Rush, которая имеет такой же геймплей, что и оригинальный релиз ChuChu Rocket! на Dreamcast.

## Отзывы
| Сводный рейтинг       | Сводный рейтинг             |
| Агрегатор             | Оценка                      |
| --------------------- | --------------------------- |
| GameRankings          | 85,62 % (SDC) 82,68 % (GBA) |
| Metacritic            | 84/100 (GBA) 79/100 (iOS)   |
| MobyRank              | 87/100 (DC) 79/100 (GBA)    |
| Иноязычные издания    |                             |
| Издание               | Оценка                      |
| 1UP.com               | A- (iPad)                   |
| AllGame               | (DC) · (GBA) · (iOS)        |
| CVG                   | 6,0/10 (GBA)                |
| EGM                   | 9,25/10 (DC) 8/10 (GBA)     |
| Eurogamer             | 9/10 (DC) 7/10 (iOS)        |
| Game Informer         | 8,75/10 (DC) 8/10 (GBA)     |
| GamePro               | 4/5 (GBA)                   |
| GameRevolution        | B+ (DC)                     |
| GameSpot              | 8,2/10 (DC) 7,4/10 (GBA)    |
| IGN                   | 9,0/10 (DC) 8,5/10 (iOS)    |
| Nintendo Power        | 4/5 (GBA)                   |
| Nintendo World Report | 8,5/10 (GBA)                |
| PlanetDreamcast       | 8/10 (DC)                   |

ChuChu Rocket! получила в основном позитивные отзывы. На сайте-агрегаторе Game Rankings версия на Dreamcast оценена в 85,62 % на основе 34 обзоров, а версия для Game Boy Advance — в 82,68 % на основе 28 обзоров. Согласно Metacritic версия для Game Boy Advance имеет рейтинг в 84 балла из 100 возможных, а версия для iOS — в 79 баллов из 100.
Dreamcast-версия получила много жалоб от критиков за проблемы с интернетом, а Game Boy Advance — за замены трёхмерных моделей на двухмерные. Но IGN критиковал игру за устаревшую графику уровня первой PlayStation. В обзоре от сайта Game Informer, сюжет игры назвали «устаревшим».
В 2012 году сайт GamesRadar поместил ChuChu Rocket! на 16 место в списке «Лучших игр для Dreamcast всех времён».

## Другие появления
- Версия ChuChu Rocket! присутствует в сборнике мини-игр Sega Superstars для PlayStation 2 и EyeToy. Игроки должны использовать свои руки, чтобы поднимать и опускать мосты и таким образом провести ЧуЧу к ракетам.
- В Sonic Battle для Game Boy Advance, одна из атак персонажа Тейлза называется «ChuChu Rocket». Она включает взрывчатого синего ЧуЧу, который гоняется за оппонентами.
- Четыре ЧуЧу: Чуих (синий), ЧуПи (красная), ЧуБей (жёлтый) и ЧуБах (зелёный) появляются в качестве гонщиков в игре Sonic & Sega All-Stars Racing (в версиях для Nintendo DS и iOS, можно играть только Чуихом). В качестве средства передвижения они используют ракету, а при специальном приёме едут на КапуКапу.
- В Billy Hatcher and the Giant Egg в яйце можно найти КапуКапу, это поможет игроку при нападении на врагов. Можно также найти яйцо с ЧуЧу, тогда игрок сможет поиграть в мини-версию ChuChu Rocket! для GBA.
- В Sega Superstars Tennis, есть несколько миссий в разблокируемом этапе в режиме «Planet Superstars», в которых за определённое время нужно привести всех ЧуЧу на их ракеты, избегая при этом КапуКапу. Слегка изменённая версия встречается на корте Space Channel 5.
- В Sonic Riders, часть трассы «SEGA Illusion» выполнена в виде доски-уровня из ChuChu Rocket!.